# Alix Kates Shulman
Alix Kates Shulman (1932.) - američka spisateljica i feministička aktivistkinja ranog radikalnog feminizma.